# Janata Dal (United)
Janata Dal (United) (JD(U)) és un partit polític de l'Índia actiu als estats de Bihar i Jharkhand
JD(U) es va formar per la fusió de la facció de Sharad Yadav del Janata Dal, el Partit Samata i el Lok Shakti el 30 de novembre de 2003. El seu patró fou George Fernandes, veterà líder socialista que el 1994 es va escindir i va fundar el Partit Samata. Posteriorment el JDU va passar a ser dirigit per Sharad Yadav i Nitish Kumar i en 2009 es va escindir el Lok Janshakti Party de Ram Vilas Paswan. S'oposa al Rashtriya Janata Dal que va acollir a alguns dissidents del Janata Dal (United) com Raghunath Jha. Forma part de l'Aliança Democràtica Nacional. La seva bandera és verda-blanca-verda amb una fletxa al centre amb la punta cap al pal. El color d'aquesta fletxa identifica de quina secció del partit es tracta:
- Fletxa vermella: Yuva Janata Dal (united)), joves
- Fletxa verda: Chhatra Janata Dal (United), estudiants
- Fletxa Negra: Janata Dal United, partit
- Fletxa Blava: bandera en les eleccions